# Žargon
Žargón je socialna zvrst neknjižnega slovenskega jezika, ki ga uporabljajo ljudje iste stroke. 
Žargon je dejansko govorica ljudi istega poklica, dela ali konjička in služi lažji medsebojni komunikaciji.  
Poznamo npr. žargon zdravnikov, železničarjev, avtomehanikov, šivilj in krojačev, športnikov, ribičev, pomorščakov...
Žargonski izrazi so nekakšni neuradni strokovni izrazi posamezne stroke in so osebi druge stroke največkrat težko razumljivi.
Druge socialne zvrsti slovenskega jezika so poleg žargona še sleng in argó oziroma latovščina.